# Robert Seuffert
Robert Seuffert (* 28. März 1874 in Köln; † 18. Dezember 1946 in Freiburg im Breisgau) war ein deutscher Maler, sowie von 1912 bis 1936 Lehrer und Professor an der Kölner Kunstgewerbeschule, den späteren Kölner Werkschulen.

## Leben

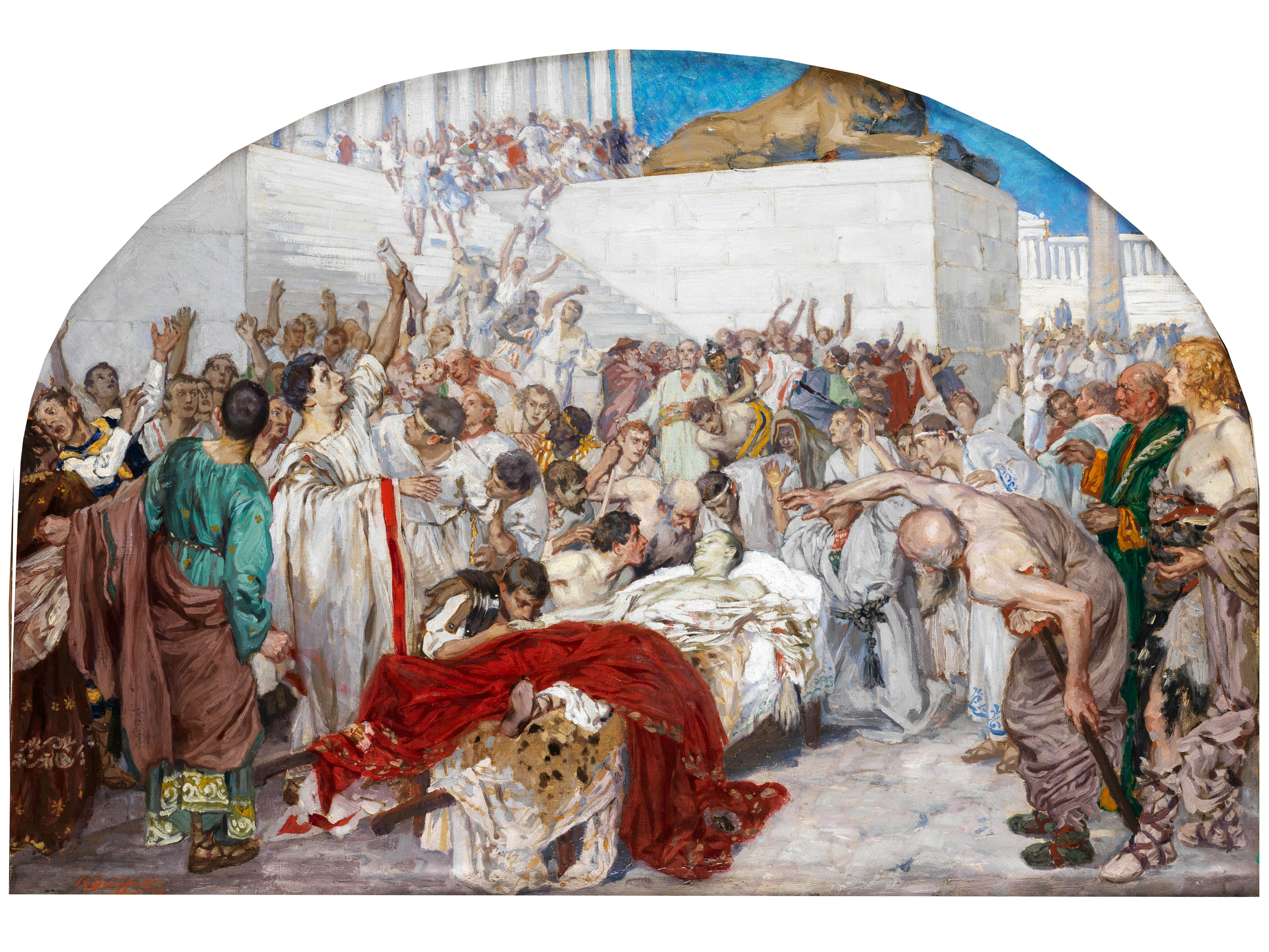
Marc Antonius an der Leiche Julius Caesars, 1906

Bereits der Vater und der Großvater von Seuffert waren künstlerisch tätig. Während der Großvater Lorenz Seuffert sich noch als Modelleur in Grünstadt betätigte, zog es seinen um 1844 in Mettlach geborenen Vater Mathias Seuffert als Bildhauer zu Beginn der 1870er Jahre nach Köln. Dort heiratete dieser im Jahr 1872 die Kölnerin Sibilla Frinken (* 22. September 1850 in Köln),Robert Seufferts spätere Mutter.

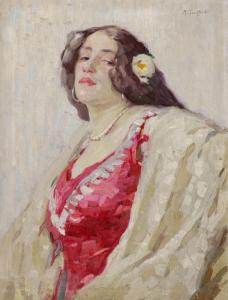
Porträt einer Dame

Nach seiner schulischen Ausbildung besuchte Seuffert die Kunstakademie Düsseldorf, wo er Schüler von Peter Janssen und Eduard Gebhardt war. Er schuf Decken- und Wandgemälde für verschiedenste repräsentative Bauten: darunter die Oper in Köln (Deckengemälde 1902), die Bürgergesellschaft in Köln (Deckengemälde), das Landratsamt des Landkreises Köln (Wandgemälde, 1911), das Stadttheater in Barmen, die Dankeskirche in Düsseldorf-Benrath. Ferner Stationsbilder für die Marienkirche in Essen und eine Klosterkirche in Ohio sowie Altarbilder für die St. Martin-Kirche in Flerzheim und die Herz-Jesu-Kirche in Köln. Seuffert war Mitglied der Kölner Künstler-Vereinigung „Stil“. Er bereiste Frankreich, Italien und die Niederlande und wurde zum Wintersemester 1912 zum Lehrer an der Kölner Kunstgewerbeschule.
Unter Seufferts Schülern finden sich Ernst Moritz Roth, Will Küpper, Matthias Profitlich (1898–1942) und Heinz Lohmar. Sein gleichnamiger Sohn Robert (1920–1983) war ebenfalls Maler.
In Köln-Klettenberg ist eine Straße nach ihm benannt.
Werke (Auswahl)
- Christus im Grabe[10]
- Die Maienkönigin (Ölgemälde)[11]